# Tournoi de tennis de Saint-Brieuc
L'Open Saint-Brieuc Armor Agglomération, ex-Open Harmonie Mutuelle est un tournoi international de tennis masculin du circuit ATP Challenger Tour ayant lieu tous les ans au mois d'avril à Saint-Brieuc. Il a été créé en 2004 et s'est d'abord joué sur terre battue jusqu'en 2012. Depuis 2013, il se joue sur dur indoor (Greenset).
Il a lieu chaque année dans la salle Steredenn. Sur les 13 éditions déjà jouées, huit Français se sont imposés.
En parallèle avec l'Open de Guadeloupe, le tournoi a réussi à regrouper 13 joueurs Français en 2014.
Plusieurs jeunes espoirs français se révèlent lors du tournoi, comme Adrian Mannarino (finaliste en 2009), Benoît Paire (finaliste en 2011) ou Maxime Teixeira (vainqueur en 2011).
Les éditions 2020 et 2021 ont dû être annulées à cause de la pandémie de Covid-19 et de la suspension des compétitions par l'ATP.
En 2023, le naming du tournoi change pour l'Open Saint-Brieuc Armor Agglomération et passe dans la catégorie des Challengers 75.
En 2024 Xavier Le Roux dirige le tournoi 

## Primes et points ATP
| Résultat        | Points techniques | Prime (2024) |
| --------------- | ----------------- | ------------ |
| Vainqueur       | 75                | 10 200 €     |
| Finale          | 44                | 6 015 €      |
| Demi-finale     | 22                | 3 565 €      |
| Quart de finale | 12                | 2 070 €      |
| 2e tour (1/8)   | 6                 | 1 200 €      |
| 1er tour (1/16) | 0                 | 745 €        |

## Palmarès

### Simple
| Année | Vainqueur           | Finaliste             | Score           | Tableau        |                |
| ----- | ------------------- | --------------------- | --------------- | -------------- | -------------- |
| 2004  | Olivier Mutis       | Christophe Rochus     | 6-1, 4-6, 6-2   | 2004           |                |
| 2005  | Olivier Patience    | Victor Ioniţă         | 6-0, 6-2        | 2005           |                |
| 2006  | Marc Gicquel        | Peter Wessels         | 6-3, 6-1        | 2006           |                |
| 2007  | Kristian Pless      | Farrukh Dustov        | 6-3, 6-1        | 2007           |                |
| 2008  | Christophe Rochus   | Marcel Granollers     | 6-2, 4-6, 6-1   | 2008           |                |
| 2009  | Josselin Ouanna     | Adrian Mannarino      | 7-5, 1-6, 6-4   | 2009           |                |
| 2010  | Michał Przysiężny   | Rubén Ramírez Hidalgo | 4-6, 6-2, 6-3   | 2010           |                |
| 2011  | Maxime Teixeira     | Benoît Paire          | 6-3, 6-0        | 2011           |                |
| 2012  | Grégoire Burquier   | Augustin Gensse       | 7-5, 65-7, 7-63 | 2012           |                |
| 2013  | Jesse Huta Galung   | Kenny de Schepper     | 7-64, 4-6, 7-63 | 2013           |                |
| 2014  | Andreas Beck        | Grégoire Burquier     | 7-5, 6-3        | 2014           |                |
| 2015  | Nicolas Mahut       | Yuichi Sugita         | 3-6, 7-63, 6-4  | 2015           |                |
| 2016  | Alexandre Sidorenko | Igor Sijsling         | 2-6, 6-3, 7-63  | 2016           |                |
| 2017  | Egor Gerasimov      | Tobias Kamke          | 7-63, 7-65      | 2017           |                |
| 2018  | Ričardas Berankis   | Constant Lestienne    | 6-2, 5-7, 6-4   | 2018           |                |
| 2019  | Kamil Majchrzak     | Maxime Janvier        | 6-3, 7-61       | 2019           |                |
| 2020  | Tournoi annulé      | Tournoi annulé        | Tournoi annulé  | Tournoi annulé | Tournoi annulé |
| 2021  | Tournoi annulé      | Tournoi annulé        | Tournoi annulé  | Tournoi annulé | Tournoi annulé |
| 2022  | Jack Draper         | Zizou Bergs           | 6-2, 5-7, 6-4   | 2019           |                |
| 2023  | Ričardas Berankis   | Dan Added             | 6-3,63-7 7-65   | 2023           |                |
| 2024  | Benjamin Bonzi      | Lucas Pouille         | 6-2, 6-3        |                |                |

### Double
| 2004 | Christophe Rochus Tom Vanhoudt         | David Škoch Jiří Vaněk                | 6-0, 6-1          |                |                |
| 2005 | Victor Ioniţă Gabriel Moraru           | Michal Mertiňák Daniel Vacek          | 6-1, 6-4          |                |                |
| 2006 | Eric Butorac Chris Drake               | Michael Lammer Stéphane Robert        | 6-4, 6-4          |                |                |
| 2007 | Jean-Baptiste Perlant Xavier Pujo      | Jean-Christophe Faurel Jérôme Haehnel | 2-6, 6-2, [10-7]  |                |                |
| 2008 | Adrian Cruciat Daniel Muñoz de la Nava | Yu Xin-yuan Zeng Shao-Xuan            | 4-6, 6-4, [10-4]  |                |                |
| 2009 | David Martin Simon Stadler             | Peter Luczak Joseph Sirianni          | 6-3, 6-2          |                |                |
| 2010 | Uladzimir Ignatik David Marrero        | Brian Battistone Ryler DeHeart        | 4-6, 6-4, [10-5]  |                |                |
| 2011 | Tomasz Bednarek Andreas Siljeström     | Grégoire Burquier Romain Jouan        | 6-4, 5-7, [14-12] |                |                |
| 2012 | Laurynas Grigelis Rameez Junaid        | Stéphane Robert Laurent Rochette      | 1-6, 6-2, [10-6]  |                |                |
| 2013 | Tomasz Bednarek Andreas Siljeström     | Jesse Huta Galung Konstantin Kravchuk | 6-3, 4-6, [10-7]  |                |                |
| 2014 | Dominik Meffert Tim Pütz               | Victor Baluda Philipp Marx            | 6-4, 6-3          |                |                |
| 2015 | Grégoire Burquier Alexandre Sidorenko  | Andriej Kapaś Yasutaka Uchiyama       | 6-3, 6-4          |                |                |
| 2016 | Rameez Junaid Andreas Siljeström       | James Cerretani Antal van der Duim    | 5-7, 7-64, [10-8] |                |                |
| 2017 | Andre Begemann Frederik Nielsen        | David O'Hare Joe Salisbury            | 6-3, 6-4          |                |                |
| 2018 | Sander Arends Tristan-Samuel Weissborn | Joe Salisbury Luke Bambridge          | 4-6, 6-1, [10-7]  |                |                |
| 2019 | Jonathan Erlich Fabrice Martin         | Jonathan Eysseric Antonio Šančić      | 7-62, 7-62        |                |                |
| 2020 | Tournoi annulé                         | Tournoi annulé                        | Tournoi annulé    | Tournoi annulé | Tournoi annulé |
| 2021 | Tournoi annulé                         | Tournoi annulé                        | Tournoi annulé    | Tournoi annulé | Tournoi annulé |
| 2022 | Sander Arends David Pel                | Jonathan Eysseric Robin Haase         | 6-3, 6-3          |                |                |
| 2023 | Dan Added Albano OLIVETTI              | Patrik Niklas-Salminen Bart Stevens   | 4-6, 7-67,10-6    |                |                |
| 2024 | Gabriel DEBRU Geoffrey BLANCANEAUX     | Matej Vocel Jakub Paul                | 3-3 (dis)         |                |                |